# 寸滩街道
寸滩街道，是中华人民共和国重庆市江北區下辖的一个乡镇级行政单位。

## 行政区划
寸滩街道下辖以下地区：
溉澜溪社区、溉塘新村社区、黑石子社区、兰溪社区、茅溪社区、海语江山社区、头塘村、茅溪村、羊坝滩村、寸滩村和黑石子村。

## 交通
- 寸滩站